# Osmophobie
L’osmophobie caractérise une personne hypersensible aux odeurs,,,.

## Sources
1. ↑  « Osmophobie : Définition simple et facile du dictionnaire », sur linternaute.com (consulté le 10 février 2018).
2. ↑  Encyclopædia Universalis, « Définition de osmophobie - Encyclopædia Universalis », sur universalis.fr (consulté le 10 février 2018).
3. ↑  « Ces odeurs qui provoquent la migraine », sur lci.fr, 3 janvier 2014 (consulté le 10 février 2018).
4. ↑  (de) Hausärztliche Leitlinien, Cologne, Deutscher Ärzteverlag, 2009, 851 p. (ISBN 978-3-7691-0604-6, lire en ligne), p. 714